# Patrick Allen (politik)
Sir Patrick Linton Allen (* 7. únor 1951, Portland Parish) je současný generální guvernér Jamajky.

## Osobní život
Přísahu generálního guvernéra složil 26. února 2009. Od vzniku nezávislého státu v roce 1962 je pátým rodilým Jamajčanem a šestou osobou v tomto úřadu.
Bakalářský diplom z historie a religionistiky, stejně jako magisterský titul z teologie získal na Andrews University v michiganském Berrien Springs. Je členem církve Adventistů sedmého dne. Na Jamajku se vrátil v roce 1986 a stal se pastorem. V roce 1987 se oženil s Denisou Beckfordovou, se kterou má tři děti, Kurta, Candice a Davida.

## Vyznamenání
- Řád národa – Jamajka[1]